# Kisboldogasszony
Kisboldogasszony, Szűz Mária születésének ünnepe katolikus, anglikán és ortodox egyházi ünnep, amelyet minden év szeptember 8-án tartanak. Elnevezése latinul Nativitas Beatae Mariae Virginis. Dátuma a jeruzsálemi Szent Anna-templom felszenteléséhez kötődik.

## Az ünnep kialakulása, története
Az ünnep időpontja, szeptember 8-a eredetileg annak a jeruzsálemi templomnak a felszentelési dátuma volt, amely azon a helyen épült – a jeruzsálemi Betheszda fürdő közelében –, ahol a hagyomány szerint Szent Joachimnak és Szent Annának, Szűz Mária szüleinek háza állt, és ahol így Szűz Mária született. Ez az 5. században felszentelt templom ma is áll, Szent Annának szentelve. A dátum továbbá Szűz Mária szeplőtelen fogantatásának ünnepe, december 8-a után kilenc hónappal van, így kronológiailag is illeszkedik a katolikus ünnepkörbe.
Az ünnepet a keleti kereszténység az ötödik, a nyugati a 7. századtól kezdve tartja, a nyugati egyházi naptárba valószínűleg I. Szergiusz pápa iktatta be. IV. Ince pápa a 13. században nyolcaddal rendelkező kiemelt ünneppé tette. 1955-ben, a liturgikus naptár rendezésekor XII. Piusz pápa a hozzá kapcsolt nyolcadot eltörölte. Magyar Kisboldogasszony elnevezésére a 15. századtól kezdve vannak adatok. A 18.-19 századtól kezdve számos hozzá kapcsolódó népszokásról tudunk hazánkban.
A keleti liturgiában a Legszentebb Istenszülő születése néven szerepel az ünnep, mind az ortodox egyházban, mind a görög katolikus rítusban.
Ma Magyarországon közel 180 Kisboldogasszony-templom vagy kápolna van, melyeknek általában ezen a napon van a búcsújuk. A legismertebb magyarországi ilyen zarándokhely a máriaremetei Kisboldogasszony-templom, ahol már számos csoda és jelenés történt.

## Népszokások
Ennek a napnak a hajnalát a hívők a szabadban várták, és „csatlakoztak az angyalokhoz”, akik a mennyben örvendeztek a Szűzanya születésén. Az ünnep egyik antifonájának szövege így szól: „Boldog vagy szentséges Szűz Mária és minden dicséretre méltó, mert belőled támadt az igazság Napja, Krisztus, a mi Istenünk.” A néphit szerint aki érdemes volt rá, az megláthatta a felkelő napban Szűz Máriát.
A Kisboldogasszony-búcsúkra tartó zarándoklatok – más búcsús menetekhez hasonlóan – énekes, imádságos vonulást jelentenek. A hordozható Mária-szobrot leányok viszik magasba emelve, a menet elejét ministráns fiúk vezetik.
Ha nem tudták Egyed napján elvetni az őszi búzát, akkor azt Kisboldogasszony napján tették meg. A szárított búzát szétterítették, hogy a pap szenteltvízzel meghintse, miközben a jelenlévők imádkoztak. A Balaton környékén és Göcsejben Istent kérték, hogy szentelje meg harmattal a vetni szánt búzát, az „Úristen szentelje meg” ima kéréssel. Majd vetésnél a megüresedett zsákokat feldobálva kérlelték Istent, hogy olyan nagyra növessze a gabonát. Az ilyen gabona bőven terem, és nem üszkösödik meg. Ha ezen a napon esik az eső, akkor nem alkalmas az idő a vetésre.
Az ünnep továbbá a dióverés kezdetének hagyományos napja is.
A népi megfigyeléshez tartozik, hogy a fecskék ezen a napon hagyják el Európa ezen részét, hogy a Közel-Kelet érintésével délre költözzenek.